# گرین فارست (آرکانزاس)
گرین فارست (آرکانزاس) (به انگلیسی: Green Forest, Arkansas) یک شهر در ایالات متحده آمریکا با جمعیت ۲٬۷۶۱ نفر است که در آرکانزاس واقع شده‌است.

## موقعیت جغرافیایی
موقعیت جغرافیایی شهرها و مناطق اطراف به شرح زیر است: